# Daniel Hodge
Daniel Hodge (ur. 23 października 1959) – polityk z Curaçao, premier Curaçao od 31 grudnia 2012 do 7 czerwca 2013.
Pracował jako dyrektor w Postspaarbank Curaçao. 31 grudnia 2012 tymczasowa gubernator Adèle van der Pluijm-Vrede zaprzysiężyła go na stanowisko premiera po dymisji tymczasowego gabinetu Stanleya Betriana. Jego rząd miał funkcjonować przez 3 do 6 miesięcy do czasu wyłonienia nowej koalicji po wyborach z października 2012 i składał się z koalicji PS (Suwerenni Ludzie), PAIS (Partido pa Adelanto I Inovashon Soshal), PNP (Narodowej Partii Ludowej) oraz niezależnego posła Glenna Sulvarana. 23 marca 2013 podał swój rząd do dymisji, ale jego rząd funkcjonował jeszcze do czerwca, kiedy zaprzysiężono nowego szefa rządu Ivara Asjesa. 25 czerwca wybrano go na prezesa Partido Antiá Restrukturá w miejsce Emily de Jongh-Elhage, jednak zrezygnował już we wrześniu 2013.